# Claustropyga corticis
Claustropyga corticis is een muggensoort uit de familie van de rouwmuggen (Sciaridae). De wetenschappelijke naam van de soort is voor het eerst geldig gepubliceerd in 1978 door Mohrig & Antonova.